# Cravinhos
Cravinhos é um município brasileiro do estado de São Paulo, que faz parte da Região Metropolitana de Ribeirão Preto (RMRP). Sua população estimada pelo IBGE em 2017 era de 34.651 habitantes.

## História
Em 1876, a fazenda Cravinhos foi comprada pelos irmãos Querino por ser uma região profícua ao plantio do café. O nome Cravinhos provém do fato de que em tal fazenda havia uma plantação de cravinas, pequenos cravos. Em 27 de abril de 1893, Cravinhos foi criado como distrito do município de Ribeirão Preto. Foi desmembrado de Ribeirão Preto em 1897, sendo instalado no ano seguinte como vilarejo de café. Após o declínio das terras do Rio de Janeiro,em 1876, quando a produção do café diminuiu, a família Pereira Barreto, que possuía grande experiência na cultura do café, decidiu sair em caravana pelo sertão paulista.
Luiz Pereira Barreto, o Cel. José Pereira Barreto e suas caravanas chegaram até Casa Branca, cidade onde encontraram a maravilhosa terra roxa. Foi lá que eles souberam que a região de Ribeirão Preto tinha muitos cafezais de grande potencial de produção, até que alguém lhes indicou a Fazenda Cravinhos.
Ao chegarem à fazenda, notaram que era exatamente o que procuravam: 800 alqueires de terra roxa com grande aspecto fértil das plantações. A área foi indicada por José Hypólito e era de propriedade do Sr. Antônio Caetano. Foi comprada pela família Pereira Barreto por trinta e seis contos de réis. Depois de um tempo, não contentes com os 800 alqueires, a família resolveu comprar mais 80 alqueires do Sr. Domingos Borges, por seiscentos contos de réis. A fazenda, que então era da família vinda de Rezende, Rio de Janeiro, já havia sido de vários outros proprietários, pois existia desde 1856. Porém, somente os Pereira Barreto disponibilizaram os primeiros sinais de civilização.
Para que isso acontecesse, o Dr. Luiz Pereira Barreto solicitou ao jornal A Província (hoje, O Estado de São Paulo) que publicasse um artigo sobre as terras da região, para que, com isso surgisse interesse pelas terras. E foi exatamente isso que aconteceu. Após algum tempo, muitos colonos e fazendeiros já se instalavam na região. E eles não pararam por ai. O Dr. Luiz Pereira Barreto conversou com a direção da companhia ferroviária de Ribeirão Preto para expandir os trilhos da Estação Ferroviária Mogiana até Cravinhos.  Em 1881 esta expansão foi concluída pelo engenheiro Dr. Santos Lopes.
Foi construída a estação, e junto a primeira casa da cidade que hospedou o engenheiro. Logo depois construíram uma olaria, onde hoje fica na rua XV de Novembro com Bernardino de Campos e Tiradentes. Depois foi a vez do prédio de madeira de Zeca Barreto. Aí residia José Feliciano,  funcionava um armazém de secos e molhados e um hotel. A primeira igreja da cidade, São José do Bonfim foi construída em 1888 pelo Sr. Francisco Rodrigues dos Santos Bonfim. As primeiras casas surgiram na rua Bonfim e depois na XV de Novembro, e assim apareceram as duas primeiras ruas da cidade.
Em 23 de novembro de 1883 foi inaugurada a Companhia Mogiana de Estradas de Ferro. Nesta época o maior número de imigrantes era italiano, vindos de Sicília, Calábria, Campania e Vêneto.
Cravinhos se emancipou politicamente em 22 de julho de 1897, pela lei número 511.

### Toponímia
O nome Cravinhos origina-se da flor Cravina, pequenos cravos, que havia em grande quantidade nos canteiros da Fazenda Cravinhos e na região. 
Nome comum: Cravina 
Nome científico: Dianthus chinensis hybrida
Origem: Ásia e Europa
Família: Caryophyllaceae

## Demografia
População estimada em 2014
População Total: 33.831
- Urbana: 30.902
- Rural: 789

### Informações do Censo de 2000
- Homens: 14.464
- Mulheres: 13.947

Densidade demográfica (hab./km²): 91,27
Mortalidade infantil até 1 ano (por mil): 10,55
Expectativa de vida (anos): 74,35
Taxa de fecundidade (filhos por mulher): 2,35
Taxa de Alfabetização: 99,99%
Índice de Desenvolvimento Humano (IDH-M): 0,815
- IDH-M Renda: 0,751
- IDH-M Longevidade: 0,822
- IDH-M Educação: 0,871

(Fonte: https://web.archive.org/web/20090816192758/http://www.ibge.gov.br/cidadesat/topwindow.htm?1)

### Etnias
| Cor/Raça | Percentagem |
| -------- | ----------- |
| Branca   | 74,0%       |
| Negra    | 6,1%        |
| Parda    | 18,3%       |
| Amarela  | 1,1%        |
| Indígena | 0,1%        |

Fonte: Censo 2000

## Geografia
Localiza-se a uma latitude 21º20'25" sul e a uma longitude 47º43'46" oeste, estando a uma altitude de 788 metros.

### Bairros
Alto das Acácias, Centro, COHAB Francisco Castilho, COHAB Francisco Castilho II, COHAB Itamarati, COHAB João Berbel, COHAB Osvaldo Luís Netto, COHAB Trajano Stella, Jardim Alvorada, Jardim Anhanguera, Jardim Bela Vista, Jardim das Acácias, Jardim Independência, Jardim Itapuã, Jardim Paulista, Jardim Primavera, Jardim Santa Cruz, Nova Cravinhos, Parque industrial Alvorada, Parque São Francisco, Parque São José, Residencial Jardim Santana, Sumaré, Vila Claudia, Vila Pio XII, Vila Santa Cecília, Vila Viegas, Jardim Bothânico, Jardim Nova Aliança, Jardim Julia e Bella Cravinhos.

### Rodovias
- SP-271
- SP-328
- SP-330

### Ferrovias
- Variante Bento Quirino-Entroncamento da antiga Companhia Mogiana de Estradas de Ferro [8]

### Clima
O clima de Cravinhos é o subtropical úmido, Cwa na classificação de Köppen. O mês mais quente é janeiro, com máxima média atingindo os 28,7 °C. O mês mais frio é julho, com mínima média próxima aos 10 °C[carece de fontes?]. O índice pluviométrico é de aproximadamente 1 340 mm/ano. A estação chuvosa vai de outubro a março e a estação seca, de junho a agosto, sendo abril, maio e setembro períodos de transição.
| Dados climatológicos para Cravinhos                                                         | Dados climatológicos para Cravinhos | Dados climatológicos para Cravinhos | Dados climatológicos para Cravinhos | Dados climatológicos para Cravinhos | Dados climatológicos para Cravinhos | Dados climatológicos para Cravinhos | Dados climatológicos para Cravinhos | Dados climatológicos para Cravinhos | Dados climatológicos para Cravinhos | Dados climatológicos para Cravinhos | Dados climatológicos para Cravinhos | Dados climatológicos para Cravinhos | Dados climatológicos para Cravinhos |
| Mês                                                                                         | Jan                                 | Fev                                 | Mar                                 | Abr                                 | Mai                                 | Jun                                 | Jul                                 | Ago                                 | Set                                 | Out                                 | Nov                                 | Dez                                 | Ano                                 |
| ------------------------------------------------------------------------------------------- | ----------------------------------- | ----------------------------------- | ----------------------------------- | ----------------------------------- | ----------------------------------- | ----------------------------------- | ----------------------------------- | ----------------------------------- | ----------------------------------- | ----------------------------------- | ----------------------------------- | ----------------------------------- | ----------------------------------- |
| Temperatura máxima média (°C)                                                               | 28,7                                | 28,6                                | 28,5                                | 27,3                                | 25,6                                | 24,7                                | 24,9                                | 27,3                                | 28,6                                | 28,6                                | 28,5                                | 28,2                                | 27,5                                |
| Temperatura média (°C)                                                                      | 23,2                                | 23,3                                | 22,9                                | 21,0                                | 18,9                                | 17,7                                | 17,6                                | 19,5                                | 21,2                                | 22,1                                | 22,3                                | 22,7                                | 21,0                                |
| Temperatura mínima média (°C)                                                               | 17,7                                | 17,9                                | 17,2                                | 14,7                                | 12,1                                | 10,7                                | 10,2                                | 11,7                                | 13,8                                | 15,5                                | 16,2                                | 17,2                                | 14,6                                |
| Precipitação (mm)                                                                           | 242,5                               | 189,1                               | 154,1                               | 66,5                                | 50,6                                | 25,6                                | 21,6                                | 21,5                                | 54,0                                | 121,2                               | 155,8                               | 241,6                               | 1 344,1                             |
| Fonte: Cepagri (Centro de Pesquisas Meteorológicas Aplicadas à Agricultura) (link quebrado) |                                     |                                     |                                     |                                     |                                     |                                     |                                     |                                     |                                     |                                     |                                     |                                     |                                     |

## Infraestrutura

### Comunicações
O sistema de telefones automáticos foi inaugurado na cidade em 1978 pela Telecomunicações de São Paulo (TELESP), que também implantou o sistema de discagem direta à distância (DDD) em 1978 com o código de área (0166). Anteriormente a cidade era atendida pela Companhia Telefônica Brasileira (CTB).
Em 1980 o código DDD da cidade foi alterado para (016), para padronização com o sistema telefônico das regiões de Ribeirão Preto e Franca.

### Transportes
O transporte dentro da cidade e prestado pela prefeitura e a passagem custa 1,75

## Administração
- Prefeito: Itamar Gomes Bueno (PSDB) (2021/2024)
- Vice-prefeito: Márcio Luiz de Lima Barroso (PSDB) (2021/2024)
- Presidente da Câmara: José Francisco Matasso Ferdinando (PSDB) (2021)

## Economia
As atividades econômicas do município que mais se destacam, são a lavoura de cana-de-açúcar e as indústrias de diversos segmentos.
Cravinhos está despontando como um grande pólo industrial do Interior de São Paulo, dentre as empresas de grande porte que anunciaram investimentos na cidade, estão a Santal, o Frango Assado, A rede de supermercados Mialich investiu R$ 4 milhões na construção de uma grande loja, a primeira da cidade.
A Ouro Fino Agronegócios esta investindo pesado no município, o complexo fabril local produz diversos produtos.
O grupo americano Dow AgroSciences Sementes(atualmente, a chinesa Long Ping funciona no local), estará instalando na cidade, seu primeiro laboratório de biotecnologia (P&D) fora dos EUA, o mesmo receberá aportes superiores a R$ 57 milhões, numa área de 14 mil m², dos quais 4 mil serão reservados aos laboratórios. Serão gerados durante sua construção 120 empregos. Quando estiver em pleno funcionamento daqui a 5 anos, terá 190 funcionários, sendo 102 com nível superior.
A ParexGroup, uma das líderes na fabricação de argamassas colantes e rejuntamentos, detentora das marcas PortoKoll Premium, PortoKoll Prátika, Ligafix Prátika e Eliane Argamassas, inaugurou no primeiro semestre de 2014 nova unidade em Cravinhos. A empresa, que já possui sete plantas no Brasil e sessenta no mundo, busca um crescimento contínuo por meio da expansão geográfica no país.
O laboratório PDT Pharma, receberá R$ 5 milhões de investimentos do Governo de São Paulo, para a produção da fosfoetanolamina, que é conhecida como pílula do câncer.
A indústria Permetal esta instalando uma unidade em Cravinhos, ela fabricará placas para outra empresa imprimirem as moedas para a Casa da Moeda de Brasília. Também a referida indústria poderá fabricar, ela mesma, as moedas nacionais, pois participa de uma concorrência junto ao Governo Federal com este objetivo. Cravinhos poderá ser a fabrica de dinheiro do país.
A indústria de equipamentos médico-odontológicos inicia um movimento de expansão em Cravinhos, dentre as empresas estão a Aditek, que é um tradicional fabricante de braquetes utilizados por dentistas para tratamentos ortodonticos. Mais recentemente foi instalada a indústria da Evotech, responsável por produzir e distribuir uma extensa linha de equipamentos odontológicos, dentre eles estão as Cadeiras de Dentistas, Bombas de Vácuo odontológica, Compressores Silenciosos e isentos de óleo para geração de ar comprimido limpo e outros equipamentos que compõe uma clínica odontológica, seus equipamentos já são exportados para a América Latina, elevando ainda mais a balança comercial da cidade. Estas empresas estão investindo forte em tecnologia visando aumento dos atributos de seus produtos e o ganho de produtividade para serem mais competitivas no Brasil e no mundo.
Cravinhos recebeu dois grandes centros de distribuição entre 2023 e 2024, o da Shopee com 11 mil m² e mais de 300 empregos diretos criados inicialmente. Já o Mercado Livre, conta com galpão de 38 mil m² num grande investimento feito em parceria entre as empresas WTorre, Monto, Capitania, Alianza e Mercado Livre, que irá gerar inicialmente 800 empregos diretos, mas que poderá chegar em poucos meses a 1.500 vagas.
Região Metropolitana de Ribeirão Preto terá novo outlet de grandes marcas, o empreendimento está no km 299 da rodovia Anhanguera, no município de Cravinhos, trecho que registra um fluxo diário de cerca de 100 mil veículos. Desenvolvido pelo Grupo Pereira Alvim, tem um investimento de R$ 400 milhões e ocupa 120 mil m², com 37 mil m² de área construída e 20 mil m² de área locável.
O município possui unidades de multinacionais em diversos ramos de atividades, tais como:  Alcolina/Basf,  LongPing High-Tech e Shopee,  Kostal,  ParexGroup. E ainda a metalmecânica Zanini Renk, instalada na cidade há pouco mais de 40 anos, do ramo de redutores.

## Religião
O Cristianismo se faz presente na cidade da seguinte forma:

### Igreja Católica
- A igreja faz parte da Arquidiocese de Ribeirão Preto.[31]

### Igrejas Evangélicas
- Assembleia de Deus Ministério do Belém.[32][33]
- Congregação Cristã no Brasil.[34]